# Angela Luther
Angela Luther (* 1940 in Berlin) ist ein ehemaliges Mitglied der terroristischen Vereinigung Rote Armee Fraktion (RAF). Nach ihr wird bis heute gefahndet. Sie gilt jedoch seit 1972 als verschollen.

## Leben
Luther wurde 1940 als Tochter des renommierten Hamburger Rechtsanwalts Martin Luther (1906–1985) und seiner Frau Wiebke, geb. v. Fischel, (1917–1997) geboren, wuchs in Blankenese in gutsituierten Verhältnissen auf und war die erste Ehefrau des Schauspielers und Regisseurs Hark Bohm. Ihr Großvater mütterlicherseits war der Admiral Hermann von Fischel.
In West-Berlin bildeten nach Darstellung der Filmemacherin Cristina Perincioli 1970 vier Frauen, darunter Luther, Verena Becker und Perincioli selbst, die „Frauenkommune Cosimaplatz“. Die Frauen versuchten demnach als anarchistischer Teil der linken Bewegung mit militanten Mitteln auf Ziele der Frauenbewegung aufmerksam zu machen, die sich in West-Deutschland in ihrer frühen Phase befand. Als ihre Wege sich trennten, habe sich Verena Becker der terroristischen Vereinigung Bewegung 2. Juni angeschlossen und Luther sei untergetaucht, da sie eines Bankraubs verdächtigt worden sei.
Zusammen mit Becker, Ingeborg Barz, Inge Viett, Wolfgang Grundmann und anderen arbeitete Luther in der „Schwarzen Hilfe“, einer 1971 gegründeten anarchistischen Gruppe zur Unterstützung inhaftierter Genossen.
Im Herbst 1971 schloss sie sich gemeinsam mit ihrem Freund Thomas Weisbecker der RAF an. Sie wird mit dem Sprengstoffanschlag auf das Europa-Hauptquartier der US-Armee in Heidelberg im Mai 1972 in Verbindung gebracht, bei dem drei Soldaten starben. Gerhard Müller, damals ebenfalls Mitglied der RAF, sagte später aus, Luther habe sich nach der Erschießung Weisbeckers im März 1972 in der Gruppe einsam gefühlt und aussteigen wollen. Andreas Baader habe sie allerdings noch dazu überredet, beim Deponieren der Bomben in der Augsburger Polizeidirektion und dem europäischen Hauptquartier der US-Armee in Heidelberg mitzumachen. Die DDR-Staatssicherheit sagte Luther Kontakte zu westdeutschen Sicherheitsbehörden nach. In einer „Kurzauskunft“ zu Verena Becker hielt das MfS fest, es bestehe der Verdacht, dass deren engste Vertraute, die Terroristin Angela Luther, „Verbindungen bzw. Kontakte zum BfV“ unterhalte.
Luther wird der ersten Generation der RAF zugerechnet und wurde nicht gefasst. Über ihren Verbleib und möglichen Tod gibt es nur Spekulationen. So habe Brigitte Mohnhaupt einem Vertrauten einmal berichtet, Angela Luther sei 1972 bei einem Unfall, bei dem Sprengstoff unbeabsichtigt explodierte, zu Tode gekommen und sei dann bei Nacht und Nebel begraben worden.
Der Standard berichtete 2007, dass die Ermittlungsbehörden davon ausgehen, dass Angela Luther tot sei oder im Libanon oder unter falscher Identität in Deutschland lebe. Die Welt schrieb 2019, dass das Bundeskriminalamt und Interpol weiterhin nach ihr fahnden, da die Staatsanwaltschaft Heidelberg und das Bundeskriminalamt nie vom Tode Luthers überzeugt gewesen seien.